# Udsholt Strand
Udsholt Strand er en strand og en sommerhusby i Nordsjælland med 1.002 indbyggere  (2024). Udsholt er beliggende i Blistrup Sogn ved Kattegat to kilometer nordøst for Rågeleje, tre kilometer vest for Smidstrup og 12 kilometer nord for Helsinge. Byen tilhører Gribskov Kommune og er beliggende i Region Hovedstaden.